# Georgina Haig

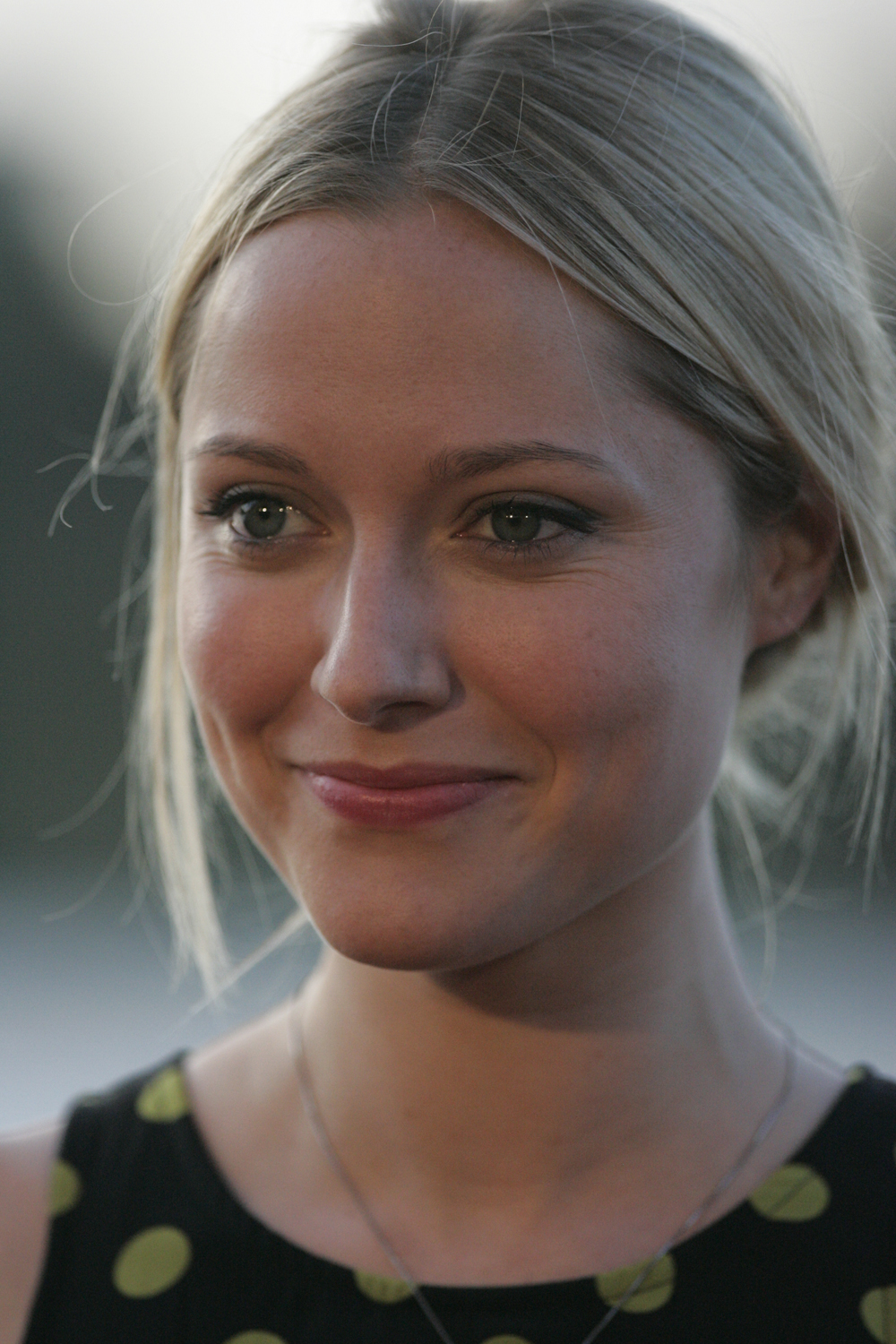
Georgina Haig (2013)

Georgina Haig (* 3. August 1985 in Melbourne, Victoria als Georgina Hagg) ist eine australische Schauspielerin in Film und Fernsehen. Sie spielte in mehreren Kinofilmen, darunter in The Sapphires, Nerve oder The Mule. International bekannt wurde sie vor allem in der Rolle der Henrietta Bishop in der US-amerikanischen Serie Fringe – Grenzfälle des FBI.

## Leben und Karriere
Georgina Haig wurde 1985 in Melbourne im australischen Bundesstaat Victoria geboren. Nach ihrem Abschluss an der Western Australian Academy of Performing Arts im Jahr 2008 etablierte sie sich schnell als vielseitige Charakterschauspielerin in Film- und Fernsehrollen.
Im Kino sah man sie seit den 2010er Jahren als Darstellerin in Filmen wie Wasted on the Young unter der Regie von Ben C. Lucas, 2012 in Wayne Blairs Komödie The Sapphires., 2013 in dem Psychodrama Nerve von Sebastien Guy oder in der Kriminalkomödie The Mule von Tony Mahony und Angus Sampson im Schauspielerensemble um Hugo Weaving, Leigh Whannell und John Noble aus dem Jahr 2014.
Zu ihren Fernsehauftritten zählen zwischen 2009 und 2014 Auftritte in Episoden von internationalen Fernsehserien, darunter: Underbelly – Krieg der Unterwelt (2009–2010), Dance Academy – Tanz deinen Traum! (2012), Fringe – Grenzfälle des FBI (2012), The Elegant Gentleman's Guide to Knife Fighting (2013) oder Reckless (2014). Eine umfangreichere Fernsehrolle spielte sie 2011 als Zamira in 26 Episoden der Fernsehserie Elephant Princess. 2014 verkörperte sie in 11 Episoden der Fernsehserie Once Upon a Time – Es war einmal … die Rolle der Elsa.
Seit 2014 ist Haig mit dem australischen Schauspieler Josh Mapleston verheiratet.

## Auszeichnungen (Auswahl)
- 2011: Festival Trophy beim Screamfest Horror Film Festival in der Kategorie Best Actress für ihre Rolle in dem Film Crawl

## Filmografie (Auswahl)
Filme
- 2008: Iris (Kurzfilm)
- 2010: Road Train
- 2010: Wasted on the Young
- 2010: Lest We Forget (Kurzfilm)
- 2011: Crawl – Home Killing Home (Crawl)
- 2011: Recon 6 (Kurzfilm)
- 2012: The Sapphires
- 2013: Nerve
- 2014: The Mule – Nur die inneren Werte zählen (The Mule)
- 2016: Mars Project (Fernsehfilm)
- 2019: Where We Disappear
- 2019: Radio Silence (Fernsehfilm)
- 2023: Late Night with the Devil

Serien
- 2009: Underbelly: A Tale of Two Cities (Miniserie, 3 Episoden)
- 2010: Underbelly: The Golden Mile (Miniserie, 3 Episoden)
- 2010: Rescue Special Ops (3 Episoden)
- 2011: Elephant Princess (The Elephant Princess, 26 Episoden)
- 2012: Dance Academy – Tanz deinen Traum! (Dance Academy, 3 Episoden)
- 2012: A Moody Christmas (Episode 1x05)
- 2012: Fringe – Grenzfälle des FBI (Fringe, 7 Episoden)
- 2013: The Elegant Gentleman’s Guide to Knife Fighting (6 Episoden)
- 2014: INXS: Never Tear Us Apart (Miniserie, 2 Episoden)
- 2014: Reckless (13 Episoden)
- 2014: Once Upon a Time – Es war einmal … (Once Upon a Time, 12 Episoden)
- 2015: Maximum Choppage (6 Episoden)
- 2015: Childhood’s End (Miniserie, 3 Episoden)
- 2016: Limitless (3 Episoden)
- 2018: The Crossing (7 Episoden)
- 2019: Secret Bridesmaids’ Business (Miniserie, 6 Episoden)
- 2021: Snowpiercer (4 Episoden)
- 2022: Archive 81 (3 Episoden)
- 2023: NCIS: Sydney (3 Episoden)